# Dieter Zuchold
Dieter Zuchold (* 23. September 1937 in Schleife; † 18. Februar 2014 in Leipzig) war ein Bahnradsportler aus der DDR.

## Sportliche Laufbahn
Dieter Zuchold begann mit dem Radsport bei der BSG Lokomotive Cottbus, aufgrund seiner Erfolge wechselte er zum Leistungsstützpunkt SC Rotation Leipzig. Bei Rund um das Muldental war er 1960 und 1961 erfolgreich. 1964 gehörte er zum Kaderkreis für die Bahn-Nationalmannschaft der DDR. Bei DDR-Bahnmeisterschaften holte er insgesamt sechs Medaillen. 1961 wurde er Dritter der DDR-Meisterschaft im 1000-Meter-Zeitfahren und 1966 DDR-Meister im Steherrennen hinter Schrittmacher Fritz Erdenberger. 1962 wurde er mit der Mannschaft von SC Rotation Dritter in der Mannschaftsverfolgung, 1963 und 1964 Vize-Meister mit dem SC Leipzig. Zuchold war auch als Straßenfahrer erfolgreich, so gewann er u. a. die Lausitz-Rundfahrt und zweimal das Rennen Rund um das Muldetal.

## Privates
Dieter Zuchold war verheiratet mit der fünffachen Olympiamedaillengewinnerin im Kunstturnen Erika Zuchold.